# Кюряг
Кюряг (таб. Кюрягъ) — село в Табасаранском районе Дагестана. Административный центр сельского поселения «Сельсовет Гуминский».

## Географическое положение
Расположено в 9 км к юго-западу от районного центра села Хучни.

## Инфраструктура

### Культура
- Центр традиционной культуры народов России.[2]

## Население
| 1895 | 1926 | 1939 | 1970 | 1989 | 2002 | 2010 |
| ---- | ---- | ---- | ---- | ---- | ---- | ---- |
| 341  | ↘314 | ↗346 | ↘280 | ↘220 | ↗513 | ↘451 |
| 2021 |      |      |      |      |      |      |
| ↗485 |      |      |      |      |      |      |